# NGC 5144A
NGC 5144A is een spiraalvormig sterrenstelsel in het sterrenbeeld Kleine Beer. Het hemelobject werd op 6 mei 1791 ontdekt door de Duits-Britse astronoom William Herschel. Zie ook NGC 5144B.

## Synoniemen
- UGC 8420
- IRAS 13214+7046
- MCG 12-13-5
- ZWG 336.8
- MK 256
- 7ZW 511
- KUG 1321+707
- PGC 46742